# DIVINE²
Pour les articles homonymes, voir Divine.
DIVINE² (parfois DIVINE simplement) est un système d'information émis par ondes Wi-Fi sur un secteur donné et reçu sur divers terminaux portables. Le nom est formé par l'acronyme de DIffusion de Vidéo et Image vers des termiNaux hEtérogènes. C'est un projet à l'étude depuis le 1er avril 2006 et labellisé par le Réseau National de Recherche en Télécommunications.

## Utilisations pratiques
Le projet est développé notamment pour une utilisation dans les musées, en remplacement des audiophones. Des contenus multimédias sont ainsi disponibles pour les visiteurs, soit sur des terminaux mis à leur disposition, soit sur des appareils personnels, téléphone portables, note-pad, ordinateurs portables, etc. tout appareil susceptibles de recevoir une onde WiFi et possédant un écran d'affichage.
Les applications sont très larges, en plusieurs langues, en langue des signes, affichage de photos et de vidéos, avec une liberté et une interactivité très importante pour l'utilisateur. Le système DIVINE² a été mis en expérimentation dans trois musées : le musée du Louvre, le musée de Cherbourg, et le musée du Pays Châtillonnais.